# Maurizio Gori
Maurizio Gori (Cantiano, 24 marzo 1946) è un ex calciatore italiano, di ruolo attaccante.

## Carriera
Debutta in Serie A con il Varese nella stagione 1967-1968, disputando un solo incontro in campionato, la sconfitta esterna contro la Juventus dell'8 ottobre 1967.
Passa poi al Padova, in Serie B. Nell'annata 1969-1970 approda al Catanzaro dove disputa quattro campionati di B e uno di A, quest'ultimo nella stagione 1971-1972 in cui mette a referto 25 presenze e 2 reti.
In totale ha disputato 26 partite in Serie A segnando 2 gol, e 118 incontri con 11 reti all'attivo in Serie B.